# 达雷尔·格里菲思
达雷尔·史蒂文·格里菲思（英語：Darrell Steven Griffith，1958年6月16日—），美国NBA联盟前职业篮球运动员。他在1980年的NBA选秀中第1轮第2顺位被犹他爵士选中。